# Мочулянка
Мочуля́нка — село в Україні, у Рівненському районі Рівненської області. Населення становить 107 осіб.

## Географія
На північній околиці села бере початок річка Видринка, права притока Случі. На південно-східній стороні від села бере початок річка Оболона.
На південно-східній околиці села бере початок річка Мочулянка.

## Історія
Проходили бої ОУН-УПА проти більшовиків.

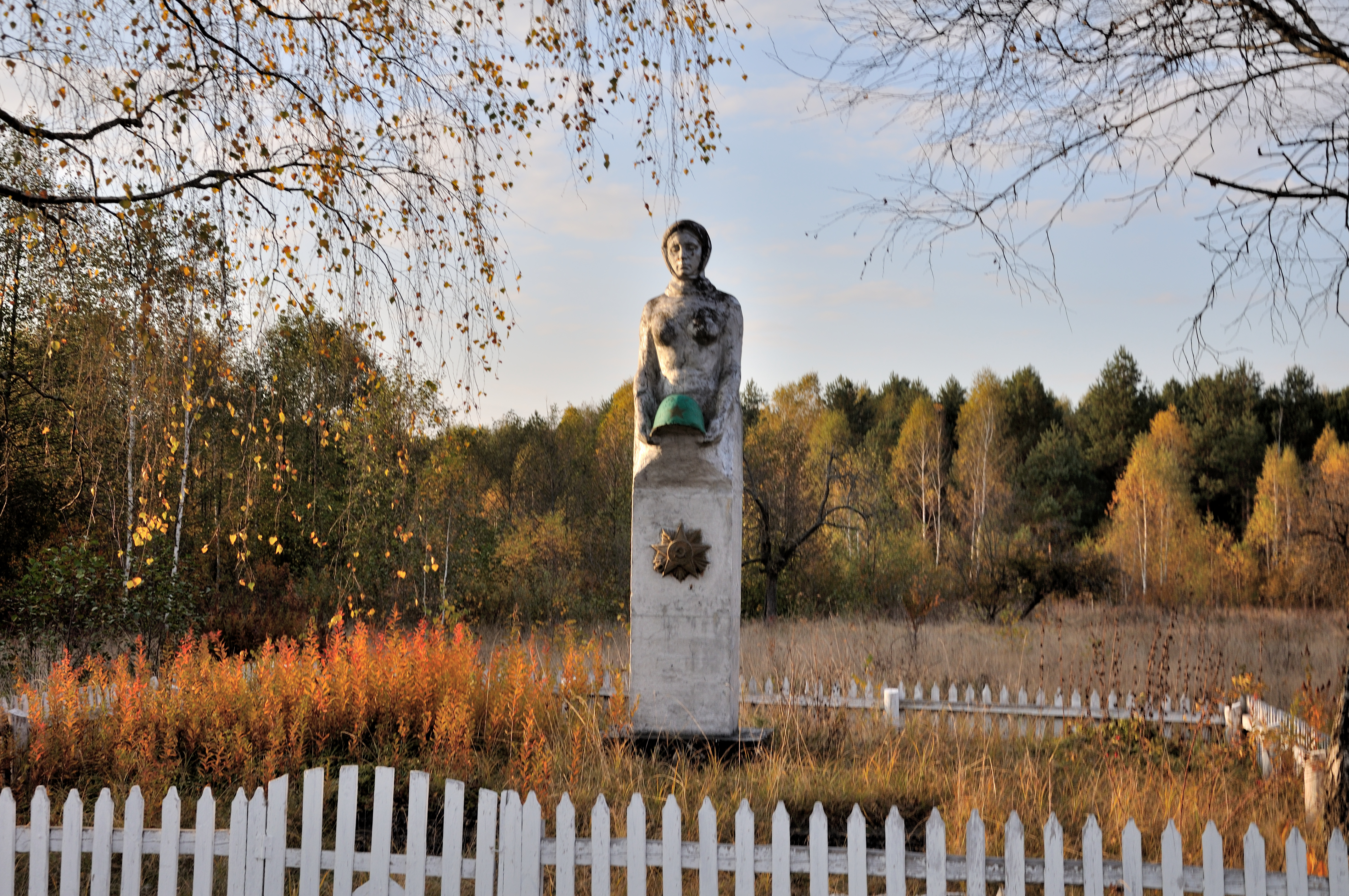
Братська могила радянських воїнів та партизан, с. Мочулянка

## Населення
За переписом населення 2001 року в селі мешкало 107 осіб. 100 % населення вказало своєї рідною мовою українську мову.